# Grammomys rutilans
Grammomys rutilans é uma espécie de roedor da família Muridae.
Pode ser encontrada nos seguintes países: Angola, Burundi, Camarões, República Centro-Africana, República do Congo, República Democrática do Congo, Costa do Marfim, Guiné Equatorial, Gabão, Gana, Guiné, Libéria, Nigéria, Ruanda e Uganda.
Os seus habitats naturais são: florestas subtropicais ou tropicais húmidas de baixa altitude, regiões subtropicais ou tropicais húmidas de alta altitude e matagal húmido tropical ou subtropical.